# カタヌキ

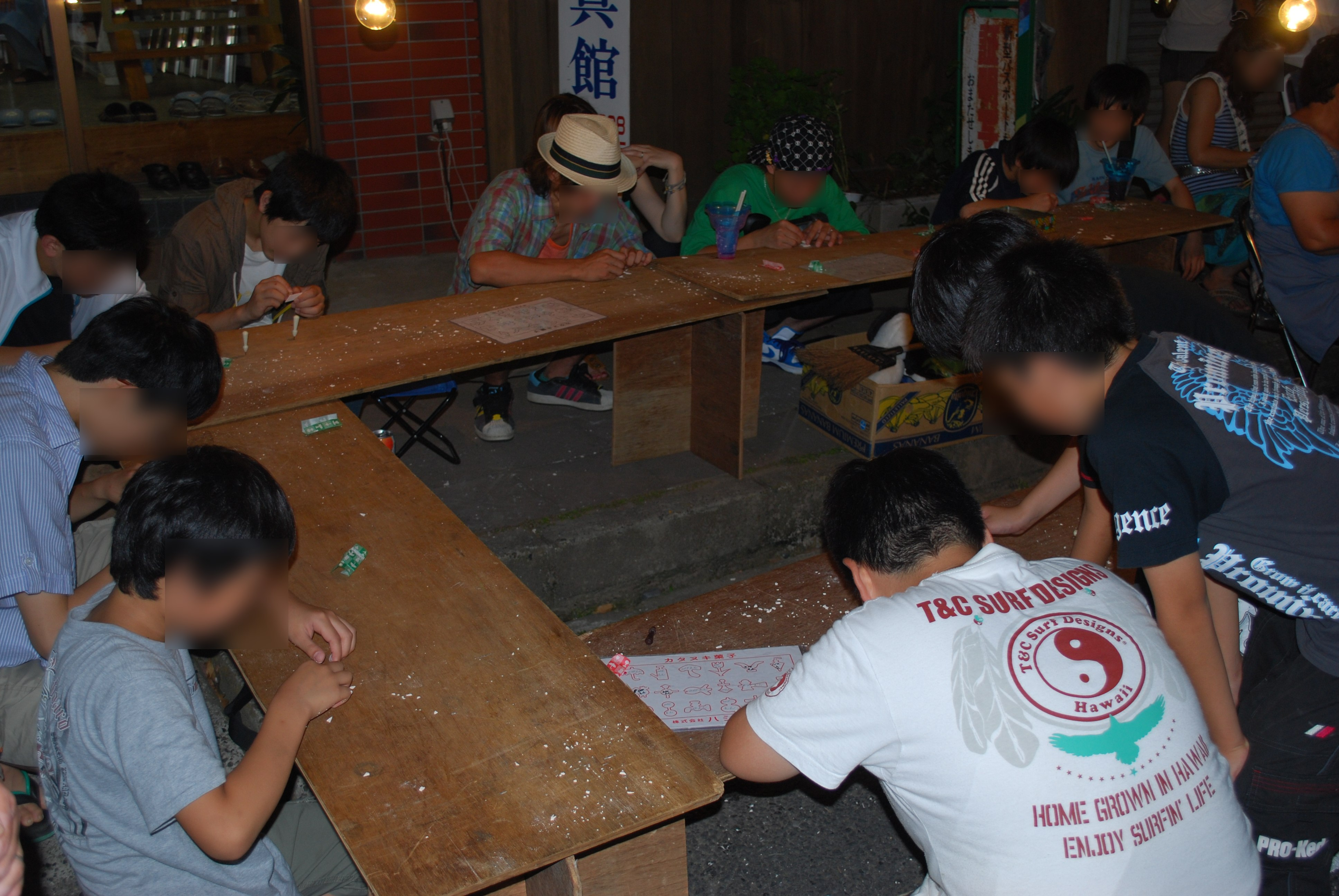
カタヌキをする子どもたち

カタヌキ（型抜き）とは、澱粉、砂糖、ゼラチン、香料などでできた板状の菓子に描かれた動物や星など様々なデザインの型を、針や爪楊枝や画鋲などでくり貫いていく縁日の遊戯である。
型を割らず上手にくり貫くことができれば、型のデザインの難易度に応じて景品がもらえたり、数百円の賞金が返金される。型ごとのデザインにもよるが、基本的には難易度は高めであり、攻略法を知らない子供の成功率は数％程度である。

## 概要
正式な呼び方は「型抜き菓子」だが、「カタヌキ」、「ヌキ」などの通称でも呼ばれる。鼈甲飴を薄く伸ばした抜飴が源流だが、抜飴は熱いうちに加工・整形しないといけないこと、高温・高湿度に弱いことから1960年代に精糖を主にした「カタヌキ」に移行していった。大きさは35ミリ×25ミリ、厚さは約1ミリ。かつては様々な形状があったが、輸送したときに破損するトラブルなどもあり1960年ごろまでには前述の形状に統一されていった。
以前はあまり味が良いとは言えず、型を抜いて遊ぶことが主たる目的で菓子として食べることはあまりなかった。しかし、2012年ごろからはラムネ味やぶどう味といった風味付けがされた商品を展開しており、遊ぶだけではなく食べることにも力を入れている。
元々は縁日で的屋が出す屋台の1つとして定着していており、1976年には紙芝居の余興の1つでもあったが、遅くとも2003年以降には見かけることが少なくなりつつある。
1990年代から屋台のほか、駄菓子屋やスーパーマーケット、ショッピングモール、量販店、通信販売などでも売られている。
かつては全国に製造企業があったが、2016年時点ではカタヌキを製造している会社は大阪市西成区にある株式会社ハシモトのみである。お祭り用に関しては受注数を想定して生産していることから2020年前後のコロナ禍では催事イベントが激減し苦境を強いられたが、Netflix配信『イカゲーム』（2021年）で「カルメ焼きの型抜きゲーム」が取り上げられたことから小売店用、家庭用の注文数が徐々に増えたという。